# バーニン'ラバー
『バーニン'ラバー』（英語表記：BURNIN' RUBBER）は、1982年11月にデータイーストより稼働されたアーケード用ドライブアクションゲームである。同社のシステム基板であるデコカセットシステムを使用している。北米では後に『Bump 'n' Jump』のタイトルに改められ、同社からデコカセットシステムだけでなく、ミッドウェイゲームズからも通常の基板の形でリリースされた。
データイーストの初期から中期にかけての作品。公道上の定められた地点への到達を目的とするゲームである。他車との順位の競い合いはなく、到達以外に面クリアに必須とされる要素（時間制限、着順、燃料残量など）はない。但し、進路となる道路には「極端に左右に曲がった箇所」「途切れた箇所があってジャンプでのみ進行可能な場所」「他車」など、進行を邪魔する要素が立ちふさがる構成となっている。
北米では1983年にマテルによってAtari 2600、インテレビジョンに移植された他、1984年にはコレコビジョンに移植された。日本国内では1985年に電波新聞社によってMZ-1500、X1に移植されたほか、1986年にはファミリーコンピュータにもデータイーストから『バギー・ポッパー』のタイトルでストーリー仕立てに変更されて移植された。アーケード版は2010年に北米にてPlayStation 3、PlayStation Portable用ソフトとして、2020年にアーケードアーカイブスでPlayStation 4版とNintendo Switch版が配信され、ファミリーコンピュータ版は2011年に日本にてWindows用ソフトとしてプロジェクトEGGにて配信された。

## ゲーム内容

### システム
4方向レバー、ジャンプボタンを使用して自車を操作する。レバーを左右方向に入れると自車が左右に移動、上方向に入れると加速、下方向に入れると減速となる。上方向に入れると画面中央付近までは自車位置が上方に移動し、それ以上上に入れつづけるとスクロール速度が上がる。下方向に入れると自車位置が下方に移動しつつ、スクロール速度が下がる。
100mi/h以上になるとジャンプボタンを押下することにより、ジャンプを行うことができる。ジャンプ中は自車がやや拡大、縮小という、上空から見てジャンプ中であることを示す演出が効果音とともに行われるが、影が表示されていなくコマ数が荒いためジャンプには見えずに自車が拡大しているだけにしか見えずにプレイ内容が分かりにくいという問題があった。

### コース
上空からの平面図で表現されたスクロール画面に公道が表示され、各面に定められた地点に到達することがゲームの目的である。目的地到達により面クリアとなり、全32面でループする。道路のまわりは4面ループで四季の移り変わりが演出されている。
スクロール方向は上から下への1方向のみとなっている。車速に応じてスクロール速度が変化し、各面の開始時の車速である最低速度は20mi/h、最高速度は220mi/h、100mi/h以上になるとジャンプが可能となる。ジャンプ中の軌道変更は走行中と同様に可能。なお、ジャンプの際、上昇中はジャンプ時点の車速を保ち、下降中は車速が下がる。
進路はゲーム画面幅の中で左右に極端にうねっており、工事中の道路であるかのごとく随所に「車線減少」「車線分岐」が設けられている。道路から外れる（ガードレールや周囲の岩山にぶつかる）とミスとなる。進路中を走行する他車にぶつかっても即座にミスとなるわけではないが、他車とぶつかった際の衝撃で弾かれた結果、道路から外れるとミスとなる。さらには「道路が途切れており、ジャンプでのみ進行可能な場所」が設けられており、車速の関係上ジャンプできない場合やジャンプ後に道路に着地できない場合にもミスとなる。ミスに伴い、自車の残数を全て失うとゲームオーバーとなる。
上記を含め、ミスとなる条件は以下の通りである。
- 道路から外れる（ガードレールや周囲の岩山にぶつかる）
- 道路が途切れている箇所にぶつかる（車線減少箇所や全車線が途切れている箇所の終端にぶつかる）
- 工事車両が道路に置き去りにする土砂にぶつかる
- ジャンプ後に道路に着地できない、あるいは着地地点で上記のような「ぶつかる」事柄に遭遇する

他車に体当たりすると、自他ともに弾かれるように各車の挙動が変化する。他車への体当たり時の他車の挙動は、他車の車種によって異なり、簡単に弾き飛ばすことができるもの、ほとんど影響を受けないものなどが存在する。他車への体当たりの結果、他車をガードレールにぶつけると大破させることが可能である。また、ジャンプ後の着地の際に他車の上に乗っかることでも他車を大破させることが可能である。こうして破壊した他車は面クリア時のボーナスとなる。また、全く他車を破壊せずに面クリアすると特別ボーナス（5万点）が得られる。
各面の随所には（画面上には表示されないが）セーブポイントが設けられており、ミスすると到達したセーブポイントからの再開となる。さらに、各面の定められた地点に到達すれば面クリアとなり、給油の演出の後、次の面が始まることとなる。

## 他機種版
| No. | タイトル                                 | 発売日                   | 対応機種                                                 | 開発元                | 発売元                    | メディア                              | 型式          | 備考                           |
| --- | ---------------------------------------- | ------------------------ | -------------------------------------------------------- | --------------------- | ------------------------- | ------------------------------------- | ------------- | ------------------------------ |
| 1   | Bump 'n' Jump                            | 1983年11月               | Atari 2600 インテレビジョン                              | Technology Associates | マテル                    | ロムカセット                          | A26:MT7045    |                                |
| 2   | Burnin' Rubber Bump 'n' Jump             | 1983年                   | コモドール64                                             | Colosoftware          | Colosoftware              | フロッピーディスク                    | -             |                                |
| 3   | Bump 'n' Jump                            | 1984年6月                | コレコビジョン                                           | マテル                | コレコ                    | ロムカセット                          | 2440          |                                |
| 4   | バーニン'ラバー                          | 1985年                   | 1500 X1                                                  | 電波新聞社            | マイコンソフト            | クイックディスク フロッピーディスク   | -             |                                |
| 5   | バギー・ポッパー Bump 'n' Jump           | 1986年10月8日 1988年12月 | ファミリーコンピュータ                                   | 酒田SAS               | データイースト ビック東海 | 512キロビットロムカセット             | DFC-BP NES-BP |                                |
| 6   | Data East Arcade Classics                | 2010年2月19日            | Wii                                                      | G1M2                  | マジェスコ                | Wii用12センチ光ディスク               | RVL-R26E-USA  | アーケード版の移植             |
| 7   | Burnin' Rubber                           | 2010年6月22日            | PlayStation 3 PlayStation Portable (PlayStation Network) | G1M2                  | G1M2                      | ダウンロード (PlayStation minis)      | -             | アーケード版の移植             |
| 8   | バギー・ポッパー                         | 2011年1月18日            | Windows                                                  | ジー・モード          | D4エンタープライズ        | ダウンロード （プロジェクトEGG）      | -             | ファミリーコンピュータ版の移植 |
| 9   | Colecovision Flashback                   | INT 2016年10月7日        | Windows                                                  | マテル                | AtGames                   | ダウンロード （Steam）                | 529860        | コレコビジョン版の移植         |
| 10  | 8ビットコレクション データイースト Vol.1 | 2018年2月28日            | レトロデュオ （FC互換機）                                | データイースト        | JNNEX                     | ロムカセット                          | -             | ファミリーコンピュータ版の移植 |
| 11  | バーニン'ラバー                          | 2020年9月24日            | PlayStation 4 Nintendo Switch                            | データイースト        | ハムスター                | ダウンロード (アーケードアーカイブス) | -             | アーケード版の移植             |

## ファミリーコンピュータ版
『バギー・ポッパー』（Buggy Popper）というタイトルで、1986年10月8日にデータイーストより発売された。2011年1月18日よりプロジェクトEGGにて配信されている。
開発は「カラテチャンプ」や「タッグチームプロレスリング」を担当した酒田SASが行い、ストーリーやエネルギー制の導入などアーケード版とは違ったシステムとなっている。

### ゲーム内容

#### システム
SEASIDE(海岸：シーン1,6,11,16)、CITY(都市：シーン2,5,10,13)、COUNTRY(田園：シーン3,8,12,14)、MOUNTAINS(山岳：シーン4,7,9,15)の4種類・全16コース。
ブラック軍団の妨害車や道路を通行する障害車、パトカーや救急車などを避けたりクラッシュさせつつゴールを目指す。
ジャンプで踏みつぶす他、体当たりでコース外に衝突させることでクラッシュさせることが可能。途中、道路が分断されている個所があり（事前に警告が発せられる）、ジャンプで飛び越えていく。
パワーエネルギーが0だったり、150km/h以下ではジャンプできなくなる(エネルギーはコース上に点在するパワー缶ENE UPで補給可能)。

#### 障害
海、池など
落ちると1ミス。
路側帯、中央分離帯、跨線橋、ビル、岩、通行止めの柵
ぶつかったり墜落すると1ミス。
砂地、アスファルト
山岳のシーンに登場。動きが遅くなる他、ジャンプができなくなる。
屋根、屋上、跨線橋の上
着地したときにすぐAボタンを押すともう一度ジャンプができる。

#### その他
道路上にある「パワー缶ENE UP」を取るとバギー・ポッパーのパワーエネルギーが少し回復する。
ガソリンスタンド：パワーが10以下になると道中に突如出現し、ピットインできる。Aボタンを連打することでパワーが1ずつ回復し、時間の限りいくらでも増やすことができる。しかし大きさが非常に小さく、入るためには160km/h以上で突入する必要があるため、狙って入ることはほぼ不可能に近い。しかもコース外に出現したときは諦めるしかなく、ギャンブル性が高いものである。
コンティニュー：ゲームオーバー表示中にIコントローラーのセレクトボタンを押しながら、IIコンのＡ・Ｂボタンを押し、そのままの状態でIコンのスタートボタンを2回押す。
リセットボタンを押すとハイスコアは消える。

#### 点数
- 一定距離走行ごとに10点
- 小型車（ジープ・バギー・Tバールーフ・ランクル・パトカー・救急車）を破壊・・・100点
- 大型車（ダンプカー・タンクローリー・ミキサー車・ブルドーザー）を破壊・・・500点
- シーンクリア時・・・残りパワー×100点と、そのシーンで破壊した車の数×300点がボーナス点として加算。シーン内で1台も車を破壊せずにクリアした場合、EXTRA　POINTSとして50000点がボーナス点として加算。（但し最終面はクリアボーナス無し）

　その他、特定の場所を通過したり着地したりするとボーナスが得られるところもある。10万点ごとに1UP。

### ストーリー
愛車「バギー・ポッパー」でドライブ中、悪漢「ブラック軍団」に襲われ、彼女が連れ去られてしまった。
「ダレカタスケテ」彼女の声が遠のく中、猛然とアクセルを踏みブラック軍団を追走するのであった。

### キャラクター
バギー・ポッパー
最高時速240km/h。150km/h以上になるとジャンプが可能(パワーエネルギー0の時は不可)。
ブラックバギー
彼女を連れ去ったブラック軍団のリーダー。最終面でボスとして登場。
ジープ
ブラック軍団の仲間。
バギー
ブラック軍団の仲間。
Tバールーフ
ブラック軍団の仲間。
ランクル
ブラック軍団の仲間。
パトカー
スピード違反の取り締まりで登場。
救急車
猛スピードで直進して行く。
ダンプカー
緑色の少々大きい車。後ろから直進して来て、プレーヤーをゆっくり追い越す。体当たりしても弾き飛ばせない。途中で荷台の砂利を落とす（落とす前に車体が振動する。落とさない時もある）。砂利に触れるとクラッシュ。稀に砂利の代わりに1UP（『B-WINGS』にも登場するボルテージ）を落とす。
タンクローリー
色が赤いのがこれ。オイルを落とす以外はダンプカーと同じ。オイルはクラッシュしない（スリップする）ため、1UPが稼ぎやすい。
ミキサー車
こちらは色が紫の車。基本的にダンプカーと同じ。コンクリを落とし、当たるとクラッシュ。
ブルドーザー
山岳のコースに出現。速度がゆっくりで、プレーヤーが追い越せるが体当たりで弾き飛ばせない。

## 評価
アーケード版
1998年にそれまで発売されていたアーケードゲーム全てを対象に行われたゲーメストムック『ザ・ベストゲーム2』では、『名作・秀作・天才的タイトル』と認定された「ザ・ベストゲーム」に選定され、同書では「敵車に体当たりする破壊的な爽快感と高速で走れる解放感が見事にマッチしており、当時のプレイヤーを熱く燃えさせた」とゲーム性を高く評価した。また、敵車を1台も破壊せずチェックポイントに到着するとボーナス得点が得られる事がゲームの肝要であると指摘し、このシステムがタイトーから稼働されたアーケードゲーム『ナイトストライカー』（1989年）におけるパシフィストボーナスの原点であると指摘した。その他、後半面では道路が切れている部分があるため、ステージ構成を記憶しなければならず高難易度であると指摘した。
ファミリーコンピュータ版
ゲーム誌『ファミコン通信』の「クロスレビュー」では合計21点（満40点）、『ファミリーコンピュータMagazine』の読者投票による「ゲーム通信簿」での評価は以下の通り17.96点（満30点）となっている。
| 項目 | キャラクタ | 音楽 | 操作性 | 熱中度 | お買得度 | オリジナリティ | 総合  |
| 得点 | 3.15       | 3.00 | 3.02   | 2.96   | 3.05     | 2.78           | 17.96 |